# Kristbjörg Helga Ingadóttir
Kristbjörg Helga Ingadóttir  est une joueuse de football puis entraîneur islandaise. 

## Parcours
Elle joue en tant qu'attaquante pour trois clubs de Reykjavik : Valur, le KR et Fylkir.
Elle est également internationale islandaise à quatre reprises, affrontant notamment la France de Corinne Diacre et Marinette Pichon en 1996.
Elle entraîne le club de Fylkir durant quatre ans, aidant le club à remonter en Pepsi Deildin kvenna à l'issue de la saison 2005. 
Kristbjörg Helga fait partie d'une grande famille de sportifs, puisque son grand-père Albert Guðmundsson, son père Ingi Björn Albertsson, son frère Albert Brynjar Ingason et son mari Guðmundur Benediktsson sont tous footballeur (seul son frère n'a pas été sélectionné avec l'Islande). Enfin, son fils Albert Guðmundsson est un grand espoir du football islandais.

## Palmarès

### Entraîneur
- Fylkir
  - Championne d'Islande de seconde division en 2005